# 新洛帕迪亞鄉
46°17′N 23°49′E / 46.283°N 23.817°E
新洛帕迪亞鄉（羅馬尼亞語：Comuna Lopadea Nouă, Alba），是羅馬尼亞的鄉份，位於該國中部，由阿爾巴縣負責管轄，面積71平方公里，海拔高度309米，2011年人口2,759，人口密度每平方公里41人。